# Školská rada
Školská rada je orgán, který se zřizuje při základních, středních a vyšších odborných školách. Povinnost školám zřídit školskou radu ukládá § 167 školského zákona. Školská rada je součástí správy školy v jejím užším vymezení.

## Členové školské rady
Školská rada sestává ze zákonných zástupců nezletilých žáků, zletilých žáků či studentů, pedagogických pracovníků školy, zřizovatele a dalších osob. Počet členů rady může být různý, rada má nejméně 3 členy a počet členů musí být dělitelný třemi. O počtu členů školské rady rozhoduje zřizovatel, který má zároveň v kompetenci vydat volební řád a jmenovat třetinu jejích členů. Zbylé dvě třetiny volí zletilí žáci a studenti, zákonní zástupci nezletilých žáků a pedagogičtí pracovníci v rámci dané školy (§ 167 odst. 2). Členem rady nemůže být ředitel školy.

## Funkční období
Funkční období člena rady je tříleté. Zaniká v případě uplynutí funkčního období, úmrtím, vzdáním se funkce, odvoláním u členů jmenovaných zřizovatelem, jmenováním ředitelem školy či zvolením nového člena v předčasných volbách. Dále též funkce zaniká dnem, kdy zástupce pedagogických pracovníků přestane být v základním pracovněprávním vztahu ke škole, nebo u zákonných zástupců nezletilých žáků, nebo zletilých žáků a studentů dnem, kdy přestane být tento nezletilý žák žákem či studentem školy. Pokud tak stanoví volební řád, zanikne též funkce v případě opakované neomluvené neúčasti.

## Funkce a kompetence
Hlavním účelem školské rady je možnost aktérů školy podílet se prostřednictvím svých zástupců na správě a rozvoji dané školy. Rozhodování obvykle probíhá v rámci zasedání, která jsou nejméně dvakrát ročně. První zasedání svolává ředitel školy, všechna následující předseda rady. Na prvním zasedání musí být zvolen předseda a musí být schválen jednací řád.
Pro přijetí jednacího řádu je nezbytně nutná nadpoloviční většina hlasů členů rady. Rada může vytvářet své další vnitřní orgány (například místopředsedu, který zastupuje předsedu v jeho nepřítomnosti nebo po skončení jeho mandátu apod.). 
Ve své činnosti se věnuje širokému spektru oblastí (vzdělávací procesy, hospodaření školy, strategický rozvoj a další). Schvaluje některé zásadní dokumenty školy (např. školní řád, výroční zpráva), některé dokumenty projednává (např. vyjadřuje se k návrhům školních vzdělávacích programů a k jejich následnému uskutečňování (Učitelské noviny 2004), na některých se podílí (např. koncepční záměry rozvoje školy). Hlasovací právo členů je rovné.
Plný výčet kompetencí školské rady je uveden ve školském zákoně v paragrafu 168. Jsou jimi:
a) vyjadřuje se k návrhům školních vzdělávacích programů a k jejich následnému uskutečňování,
b) schvaluje výroční zprávu o činnosti školy,
c) schvaluje školní řád, ve středních a vyšších odborných školách stipendijní řád, a navrhuje jejich změny,
d) schvaluje pravidla pro hodnocení výsledků vzdělávání žáků v základních a středních školách,
e) podílí se na zpracování koncepčních záměrů rozvoje školy,
f) projednává návrh rozpočtu právnické osoby na další rok, vyjadřuje se k rozboru hospodaření a navrhuje opatření ke zlepšení hospodaření,
g) projednává inspekční zprávy České školní inspekce,
h) podává podněty a oznámení řediteli školy, zřizovateli, orgánům vykonávajícím státní správu ve školství a dalším orgánům státní správy,
i)  podává návrh na vyhlášení konkursu na ředitele školy.
Z výčtu kompetencí lze dovodit, že školská rada 
1. spoluvytváří strategii školy (podílí se na koncepčních záměrech školy a základních normách školy - školním řádu a školním vzdělávacím programu)
2. dohlíží na její naplňování (sleduje hospodaření školy a výroční zprávu, má oprávnění ověřovat, zda jsou činnosti ve škole v souladu se školním vzdělávací programem, projednává zprávy ČŠI apod.)
3. samostatně jedná v případě, kdy dojde k závěru, že pracovníci školy nebo ředitel jednají v rozporu se svými povinnostmi nebo se jim dostatečně nevěnují (podává podněty řediteli a dalším orgánům, iniciuje vyhlášení konkurzu na ředitele).

Školské radě jsou pro tyto účely zpřístupněny informace o škole, zejména její dokumentace. Informace (s výjimkou těch, které jsou chráněny zvláštním právním předpisem) poskytuje zejména ředitel školy, který je zároveň ze zákona povinován zajistit podmínky pro práci školské rady a na vyzvání se účastnit jejího zasedání (případně vyslat kompetentní náhradu). Školská rada ale může získávat informace i z dalších zdrojů (inspekční zprávy, komunikace se zástupci žákovské samosprávy apod.). Díky tomu může ve škole působit jako orgán nezávislý na vedení školy, který v dialogu s ním zastupuje zájmy všech školních aktérů.